# Lniczka mała
Lniczka mała, lnica mała, chenorinum małe (Chaenorhinum minus) – gatunek rośliny rocznej należący do rodziny babkowatych (dawniej włączany do trędownikowatych). Jest szeroko rozprzestrzeniony w Europie i Ameryce Północnej, występuje także w Azji, Ameryce Środkowej i na Nowej Zelandii. W Polsce dość częsty na niżu i pogórzu. Status we florze Polski: kenofit, efemerofit.

## Morfologia
ŁodygaRozgałęziona, wzniesiona, ulistniona. Osiąga wysokość 30 cm. Cała roślina gruczołowato, gęsto omszona.
LiścieUlistnienie skrętoległe. Liście równowąsko-lancetowate, lub podługowate, o długości do 3,5 cm, tępo zakończone, u nasady klinowate. Osadzone na krótkich ogonkach.
KwiatyTworzą luźny kwiatostan wyrastając pojedynczo z kątów liści na szypułkach o długości do 1,5 cm. Są to kwiaty grzbieciste z ostrogą o długości 2-4 mm. Korona o długości 6-8 mm, biało-różowawa lub jasnofioletowe, z 5 nierównymi, równowąskolancetowatymi łatkami. W niezupełnie zamkniętej gardzieli ma żółtą plamę. Szyjka słupka owłosiona u nasady, zalążnia ogruczolona, znamię szersze od szyjki. Z nasady pręcików wyrastają włoski.
OwocJajowata torebka krótsza od kielicha, osiąga długoścć do 6 mm. Ma nierówne komory pękające 2-5 klapami. Nasiona o długości do 0,75 mm, jajowate, z charakterystycznymi listewkami.

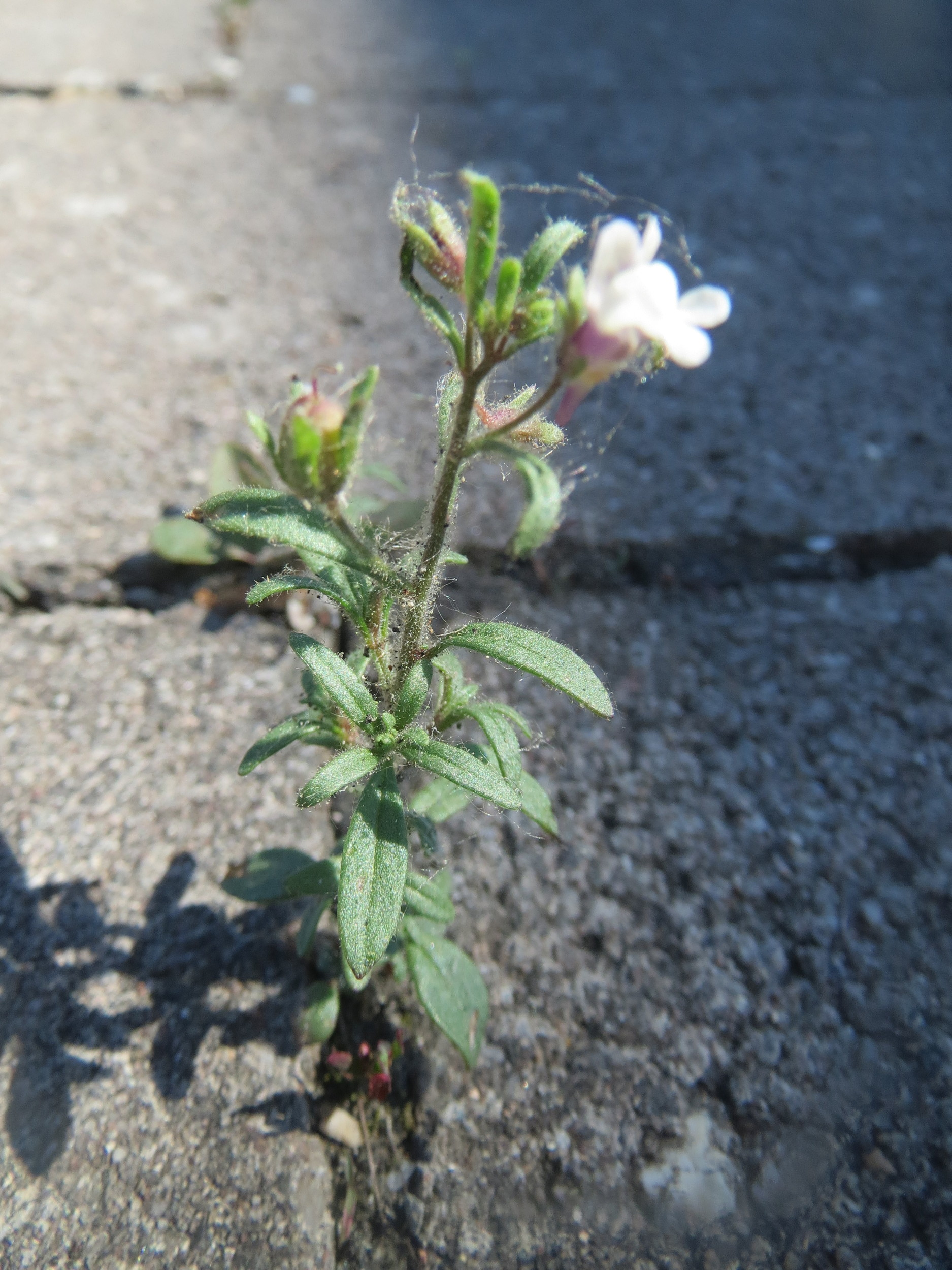
Pokrój
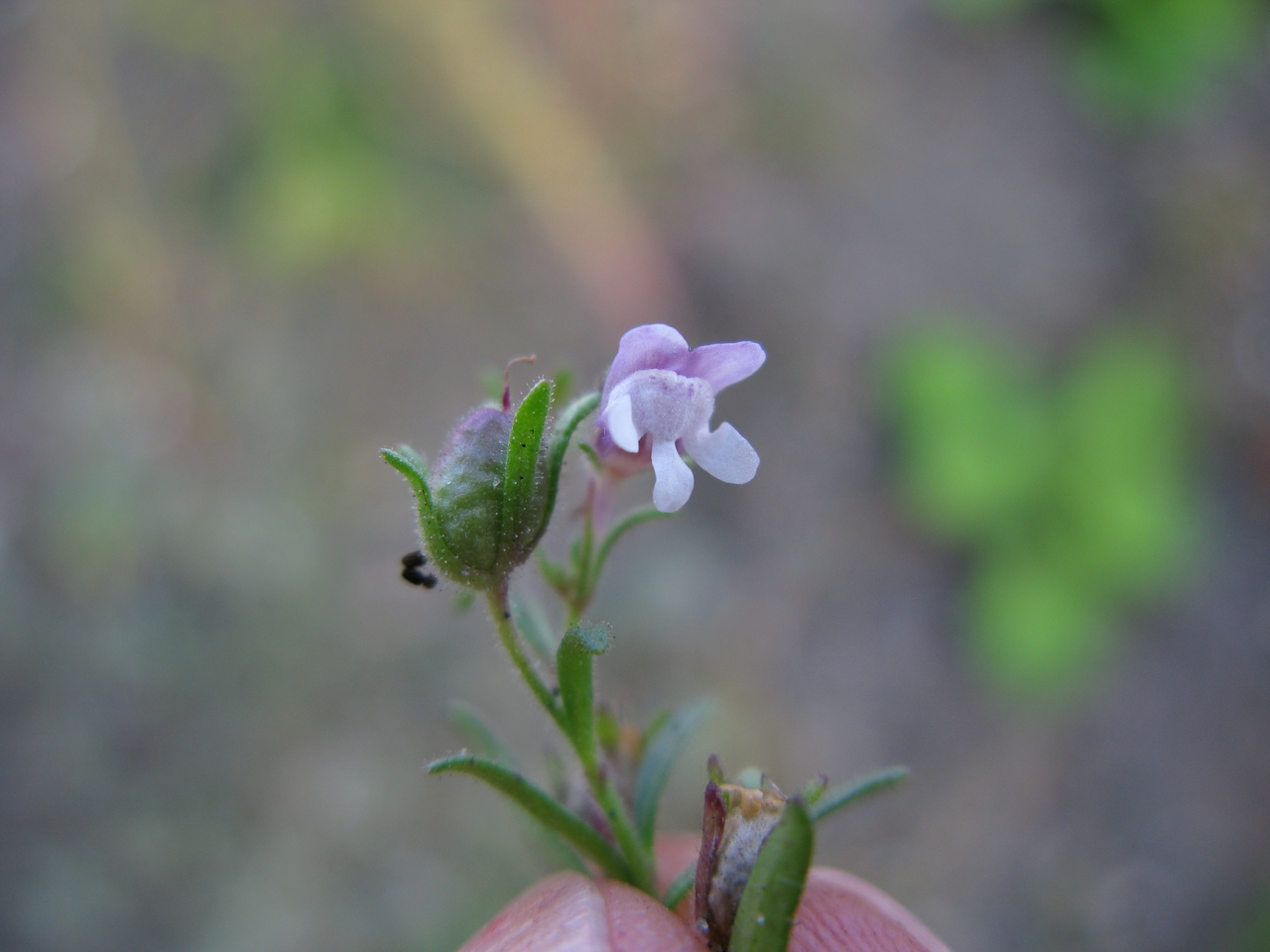
Pęd kwiatowy
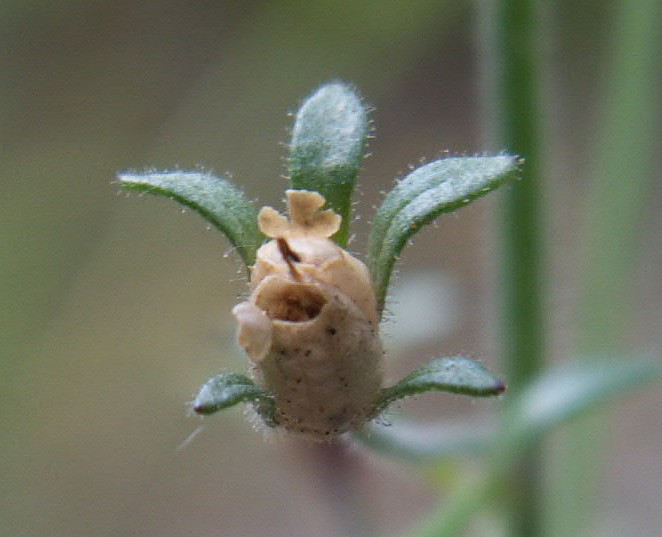
Owoc
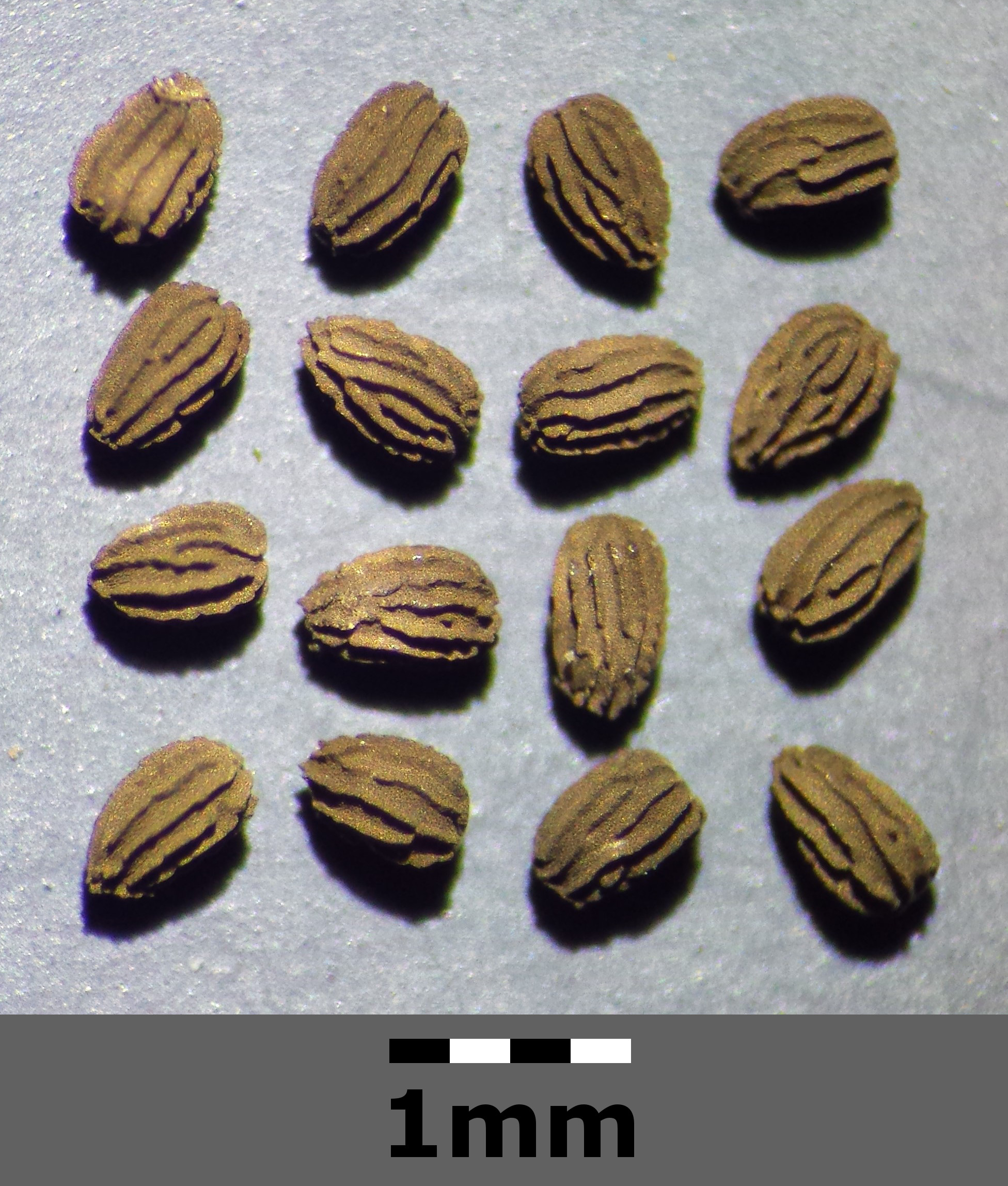
Nasiona

## Biologia
RozwójRoślina jednoroczna. Kwitnie od czerwca do września. Nasiona rozsiewane przez wiatr. Roślina trująca.
SiedliskoRośnie na siedliskach naturalnych –  kamieńcach nadrzecznych, skałach, piargach, żwirowiskach i siedliskach ruderalnych; na terenach kolejowych i w szczelinach murów. Czasami rośnie także na polach jako chwast. Gatunek charakterystyczny dla Ass. Silena-inflatae-Linarietum i klasy Stellarietea mediae.
Oddziaływania międzygatunkoweNa roślinie tej pasożytuje grzybopodobny,  zaliczany do lęgniowców gatunek Peronospora linariae.
GenetykaLiczba chromosomów 2n = 14.